# جامعة النيلين
جامعة النيلين هي جامعة حكومية كانت سابقاً تعرف بجامعة القاهرة فرع الخرطوم، وقد تأسست في العام 1956 م في عهد الرئيس المصري جمال عبد الناصر لتكون جسر تواصل علمي وثقافي للعلاقات بين السودان ومصر، وفي عهد ثورة الإنقاذ تم تحويلها إلى ”جامعة النيلين“ في عام 1993م، وهي جامعة عريقة، كانت تتكون من كلية القانون والآداب والتجارة والعلوم، أضيفت لها في التسعينات كليات: الطب والصيدلة والهندسة والبصريات والعلوم الرياضية و المختبرات والعلوم والتكنولوجيا والمختبرات الطبية وتعد أكبر جامعة سودانية من حيث عدد الطلاب، ثم ألحقت بها العديد من الكليات.

## الكليات
- كلية الهندسة
- كلية الدراسات العليا
- كلية علوم الحاسوب
- كلية التربية
- كلية العلاج الطبيعي
- كلية الطب
- كلية علوم البصريات
- كلية علوم التمريض
- كلية طب الأسنان
- كلية الفيزياء الطبية
- كلية الصيدلة
- كلية الآداب
- كلية علوم المختبرات الطبية

### كلية التجارة والدراسات الاقتصادية والاجتماعية
وهي أكبر الكليات في الجامعة وتنقسم الي مدرستين مدرسة التجارة وتشمل أقسام الإدارة والمحاسبة والتأمين ومدرسة الدراسات الاقتصادية والاجتماعية وتشمل أقسام العلوم السياسية وعلم الاجتماع وقسم الاقتصاد.

### كلية القانون
من الكليات الكبيرة والمتميزة حيث يتم فيها امتحان تنظيم مهنة القانون (المعادلة) لخريجي القانون بالجامعات السودانية.

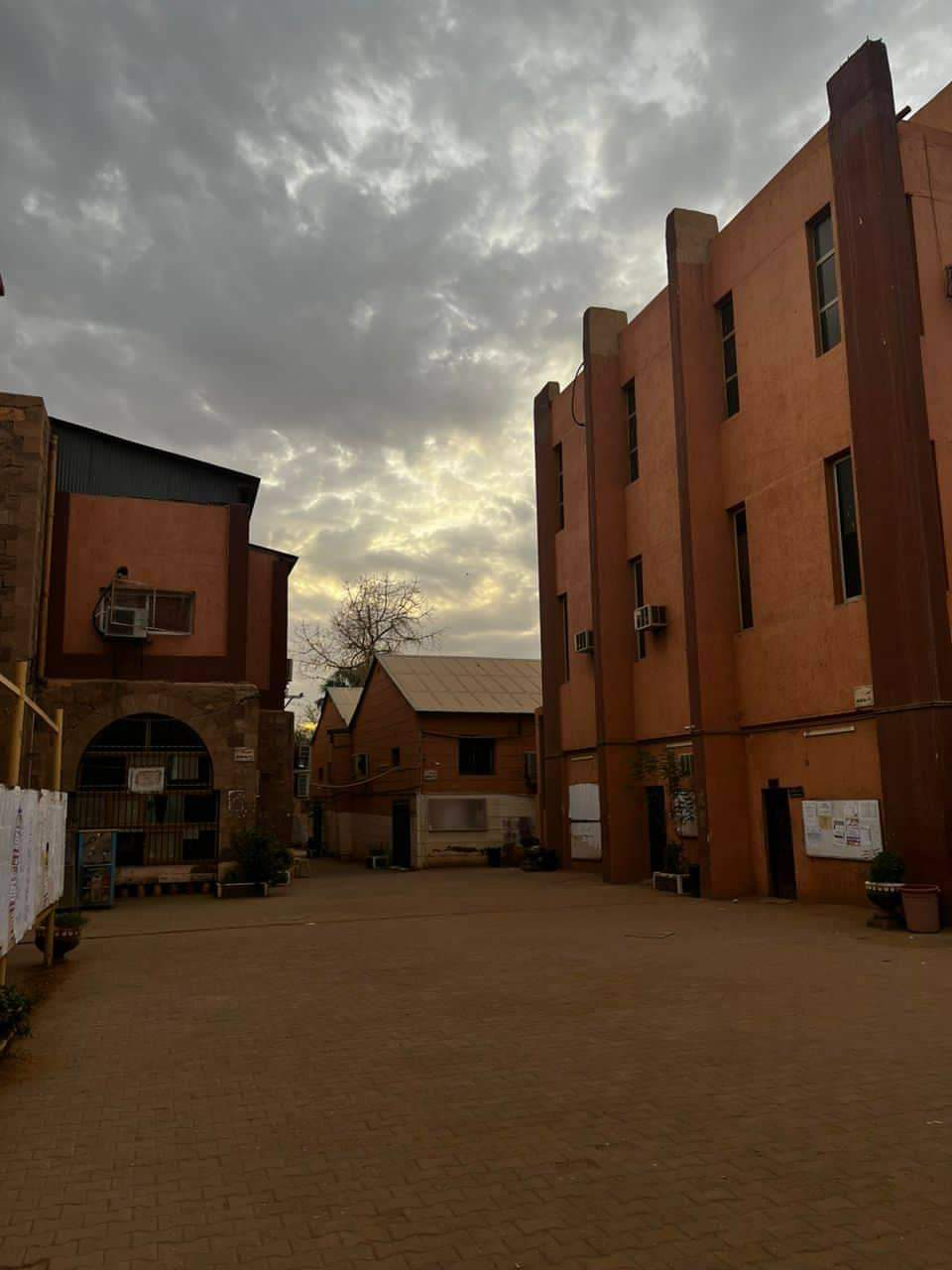
الساحة الداخلية لكلية القانون جامعة النيلين

### كلية النفط والمعادن
وتضم خمسة أقسام وهي: الجيولوجيا، جيولوجيا البترول، الثروات المعدنية، جيولوجيا المياه والجوفيزياء. تعتبر الكلية من أفضل الكليات المختصة بعلوم الأرض في السودان حيث تضم كادر مؤهل، مقررات مواكبة ومعامل مجهزة وتهتم كثيرا بالعمل الحقلي.

### كلية العلوم الرياضية والإحصاء
و تضم مدرستين هما:

#### مدرسة العلوم الرياضية
و تحتوي على تخصصين هما الرياضيات البحتة والنمذجة الرياضية.

#### مدرسة العلوم الإحصائية
وتحتوي على ثلاث أقسام هم الحوسبة الإحصائية وعلوم الاكتواري والديموغرافيا.

### كلية التقانة الزراعية وعلوم الأسماك
تأسست عام 2000م وتتكون من ستة أقسام تمت إجازة منهجها من المجالس المتخصصة بالجامعة والتعليم العالي والمدارس هي:
- قسم المراعي والأعلاف.
- قسم الإنتاج الحيواني.
- قسم الهندسة الزراعية.
- قسم علوم الأسماك.
- قسم المحاصيل الحقلية والبستانية.
- قسم تقانة الأغذية.
- قسم التربة واستصلاح الأراضي.
- قسم الإرشاد والاقتصاد الزراعي.

## وصلات خارجية
- موقع جامعة النيلين

1. ↑   https://www.aau.org/subs/membership/. اطلع عليه بتاريخ 2022-12-15. {{استشهاد ويب}}: |url= بحاجة لعنوان (مساعدة) والوسيط |title= غير موجود أو فارغ (من ويكي بيانات) (مساعدة)
2. ↑  "معلومات عن جامعة النيلين على موقع grid.ac". grid.ac. مؤرشف من الأصل في 2019-12-16.
3. ↑  "معلومات عن جامعة النيلين على موقع id.loc.gov". id.loc.gov. مؤرشف من الأصل في 2019-12-16.